# Ponte Alberto Pasqualini
A Ponte Alberto Pasqualini, também conhecida por Ponte velha sobre o Canal de São Gonçalo, fica sobre o Canal São Gonçalo, em Pelotas no estado brasileiro do Rio Grande do Sul. 
A ponte interligava as cidades de Pelotas a Rio Grande, até 1974, quando foi interditada e condenada.
O tráfego de caminhões para o Super Porto de Rio Grande cada vez maior e mais pesados, fez com que se ultrapassasse em muito a carga máxima permitida para a ponte que era Classe I, carga de veículos de 36 tf (três eixos de 12 tf), mas os caminhões que trafegavam por ela chegavam a ultrapassar, na época, a 60tf ocasionando sérios defeitos nos dentes Gerber e muitas fissuras.
A estrutura teve que ser reforçada e ao mesmo tempo a carga máxima foi limitada a veículos de 24 tf. 
Isto trouxe sérios problemas para o escoamento da safra de 1974. 
Como solução definitiva o DNER providenciou a construção de uma segunda ponte ao lado da existente ponte Leo Guedes.
Em 2009 foi confirmada a possibilidade de desenvolver reforço na construção e promover a restauração da ponte, já que a BR está em duplicação e o perímetro urbano de Pelotas também. Este é um dos resultados da concorrência 0287/08-00  que teve como vencedor a empresa Enecon S.A. Engenheiros e Economistas Consultores ao custo de R$ 1.390.768,22 (um milhão trezentos e noventa mil setecentos e sessenta e oito reais e vinte e dois centavos).

O superintendente regional do Departamento Nacional de Infraestrutura de Transportes (Dnit), Vladimir Casa, acredita que o processo de recuperação da ponte é uma obra inédita no Rio Grande do Sul. 
“É uma recuperação delicada. Será refeita a parte de superestrutura do local, que consiste de vigas e piso. 
As vigas serão reforçadas e o piso alargado, além do vão central, que será substituído”.
“Será feito reforço estrutural completo, inclusive com o alargamento da ponte, pois a construção atual é muito estreita”. 
Consequentemente, isso aumentará o peso da obra de arte e, dessa forma, será feito, também, o reforço dos pilares e das fundações.